# Dipodillus zakariai
Espèce
Synonymes
- Gerbillus simoni Lataste, 1881
 (préféré par UICN)

Statut de conservation UICN

LC : Préoccupation mineure
Dipodillus zakariai ou gerbille des îles Kerkennah est une espèce qui fait partie des rongeurs. C'est une gerbille de la famille des Muridés. Certains auteurs ne font pas la distinction avec l'espèce Gerbillus simoni.